# Саламандра (рід)
Саламандра (Salamandra) — рід хвостатих земноводних.
Один з 15 родів родини, що налічує 6 видів, які населяють Європу, Північну Африку та Близький Схід. Живуть у вологих і тінистих лісах, з водою пов'язані менше, ніж тритони.
Ці тварини мають доволі великі паротиди, відносно короткий і круглий в січенні хвіст, спинного гребеня немає. Піднебінні зуби у вигляді двох поздовжніх S-подібних рядів. Деякі мають отруйний слиз на тілі, що є чудовим захистом від хижаків. У фауні України один вид — саламандра вогняна.

## Список видів
- Salamandra algira Bedriaga, 1883
- Саламандра альпійська (Salamandra atra) Laurenti, 1768
- Salamandra corsica Savi, 1838
- Salamandra infraimmaculata Martens, 1885
- Salamandra lanzai Nascetti, Andreone, Capula et Bullini, 1988
- Salamandra longirostris Joger and Steinfartz, 1994
- Саламандра вогняна (Salamandra salamandra) Linnaeus, 1758